# Horst Eidenmüller
Horst Eidenmüller (* 23. Oktober 1963 in München) ist ein deutscher Jurist und Inhaber eines Lehrstuhls für Handelsrecht an der University of Oxford und Professorial Fellow am Oxforder St Hugh’s College.

## Leben
Eidenmüller ist der Sohn des Siemens-Direktors Bodo Eidenmüller (1927–2024). Nach dem Abitur 1982 am Gymnasium in Ottobrunn und der Ableistung des Wehrdiensts studierte er ab 1983 Rechtswissenschaft an der Ludwig-Maximilians-Universität München (LMU) und der Universität Wien. 1988 legte er die Erste juristische Staatsprüfung mit „gut“ (13,33 Punkte) in München ab. An der University of Cambridge absolvierte er 1989 ein Masterstudium (Master of Laws). Das Rechtsreferendariat beendete Eidenmüller 1992 mit der Zweiten juristischen Staatsprüfung in München, die er mit „sehr gut“ (14,70 Punkte) als landesweiter Jahrgangsbester abschloss. 1992/1993 war Eidenmüller Visiting Fellow an der University of California, Berkeley und der Harvard Law School. 1994 wurde er mit der Arbeit Effizienz als Rechtsprinzip an der LMU zum Dr. iur. promoviert und mit dem Bayerischen Habilitationsförderpreis ausgezeichnet. Nach seiner Habilitation 1998 an der LMU mit einer Untersuchung zu Unternehmenssanierung zwischen Markt und Gesetz war er von 1999 bis 2003 ordentlicher Professor an der Westfälischen Wilhelms-Universität Münster. Von 2003 bis 2014 war er Inhaber des Lehrstuhls für Bürgerliches Recht, Deutsches, Europäisches und Internationales Unternehmensrecht an der LMU in München. Von 2007 bis 2011 hatte er hier eine Forschungsprofessur im Rahmen der Exzellenzinitiative inne. Seit 2015 ist er Inhaber eines Lehrstuhls für Handelsrecht an der University of Oxford und Professorial Fellow am St Hugh’s College in Oxford.
Seine Forschungsschwerpunkte liegen unter anderem im Bereich der Zivilrechtstheorie, des Unternehmens- und Insolvenzrechts, der ökonomischen Analyse des Rechts, im Verhandlungsmanagement und in der Mediation. Prägend für sein Werk ist eine interdisziplinäre Bearbeitung juristischer Problemstellungen, die maßgeblich auf Erkenntnisse der Wirtschaftswissenschaft und der Psychologie zurückgreift.
Eidenmüller hat als Visiting Professor in Cambridge (2007), Oxford (2009–2014), Harvard (2011), Tulane (2011), an der NYU (2013 und 2015) sowie Stanford (2015) gelehrt und war 2008/2009 Fellow am Wissenschaftskolleg zu Berlin. Er ist ordentliches Mitglied der Berlin-Brandenburgischen Akademie der Wissenschaften, Mitglied der Europäischen Akademie der Wissenschaften und Künste und Research Associate des European Corporate Governance Institute. Neben seiner wissenschaftlichen Tätigkeit ist Eidenmüller auch als Mediator und Schiedsrichter sowie in der Mediationsausbildung tätig.
Er ist verheiratet und hat zwei Kinder.

## Veröffentlichungen (Auswahl)
- Effizienz als Rechtsprinzip. Möglichkeiten und Grenzen der ökonomischen Analyse des Rechts. 4. Aufl., Mohr Siebeck, Tübingen 2015, ISBN 978-3-16-153974-9.
- Unternehmenssanierung zwischen Markt und Gesetz: Mechanismen der Unternehmensreorganisation und Kooperationspflichten im Reorganisationsrecht. Verlag Otto Schmidt, Köln 1999, ISBN 3-504-06114-6.
- Ausländische Kapitalgesellschaften im deutschen Recht. (zusammen mit Andreas Engert, Markus Rehberg, Gebhard Rehm), C. H. Beck, München 2004, ISBN 978-3-406-52591-9.
- Kommentierung der Vorb. zu § 217 InsO, § 217 InsO, § 218 InsO, § 221 InsO, § 222 InsO und § 230 InsO, In: H.-P. Kirchhof/H.-J. Lwowski/R. Stürner (Hrsg.): Münchener Kommentar zur Insolvenzordnung. Band 2: §§ 103–269, 2. Aufl., C. H. Beck, München 2008, ISBN 978-3-406-55092-8.
- Vertrags- und Verfahrensrecht der Wirtschaftsmediation. Verlag Otto Schmidt, Köln 2000, ISBN 3-504-06117-0.
- Mediation in der Wirtschaft (zusammen mit Christian Duve und Andreas Hacke), 2. Aufl., Verlag Otto Schmidt, Köln 2011, ISBN 3-504-06256-8.
- Verhandlungsmanagement (zusammen mit Christian Bühring-Uhle und Andreas Nelle), C. H. Beck und dtv, München 2009, ISBN 978-3-406-54527-6.
- Abuse of Law in the Context of European Insolvency Law. In: European Company and Financial Law Review 6 (2009), S. 1 f.
- zusammen mit Andreas Engert und Lars Hornuf: Incorporating under European Law: The Societas Europaea as a Vehicle for Legal Arbitrage. In: EBOR 10 (2009), S. 1 f.
- Der Spinnerei-Fall: Die Lehre von der Geschäftsgrundlage nach der Rechtsprechung des Reichsgerichts und im Lichte der Schuldrechtsmodernisierung. In: Juristische Ausbildung 2001, S. 824 f.